# Нил, Эван
Эван Нил (англ. Evan Neal; 19 сентября 2000, Окичоби, Флорида) — профессиональный американский футболист, выступающий на позиции тэкла нападения в клубе НФЛ «Нью-Йорк Джайентс». На студенческом уровне играл за команду Алабамского университета. Победитель плей-офф национального чемпионата в сезоне 2020 года. На драфте НФЛ 2022 года был выбран в первом раунде под общим седьмым номером.

## Биография
Эван Нил родился 19 сентября 2000 года в Окичоби во Флориде. Учился в местной школе, затем перевёлся в Академию IMG в Брейдентоне, известную своей футбольной программой. За команду Академии играл на позиции тэкла нападения, принимал участие в матче всех звёзд школьного футбола. На момент окончания школы Нил занимал первое место среди тэклов по версии сервиса Rivals и композитному рейтингу 247Sports. В общем рейтинге молодых футболистов ESPN он находился на четвёртой позиции.

### Любительская карьера
В 2019 году Нил поступил в Алабамский университет. В том же сезоне он дебютировал в футбольном турнире NCAA. Приняв участие в тринадцати играх сезона, он выходил на поле на различных позициях в линии нападения, но чаще выполнял функции левого гарда. По итогам турнира его включили в составы сборной новичков конференции SEC и NCAA.В 2020 году Нил сыграл за «Кримсон Тайд» тринадцать игр на месте правого тэкла. На поле он провёл 810 розыгрышей, допустив только шесть ошибок и три нарушения правил. В составе команды он стал победителем плей-офф студенческого национального чемпионата.
Перед стартом сезона 2021 года Нил был выбран одним из капитанов «Алабамы». Его перевели на позицию левого тэкла, где он сыграл в основном составе все пятнадцать матчей турнира. Вместе с командой он стал победителем турнира конференции. По итогам сезона Нил претендовал на награды Аутленда и Ломбарди лучшему линейному студенческого сезона. ESPN, CBS Sports, USA Today и Ассоциация футбольных журналистов Америки включили его в состав первой сборной звёзд NCAA.

### Профессиональная карьера
Перед драфтом НФЛ 2022 года аналитики издания Bleacher Report к сильным сторонам Нила относили его взрывной старт, хорошие антропометрические данные, физическую силу, технику и подвижность. Среди недостатков назывались проблемы с контролем тела и балансом при защите против выноса и необходимость быстрее реагировать на резкие смены направления движения соперника. По версии издания он был лучшим выходящим на драфт тэклом, а в общем рейтинге игроков занимал второе место.
На драфте Нил был выбран «Нью-Йорк Джайентс» под общим седьмым номером. Спустя несколько дней он подписал с клубом четырёхлетний контракт на общую сумму 24,5 млн долларов, включающий возможность продления ещё на один сезон. В дебютном сезоне он сыграл в стартовом составе команды в тринадцати матчах регулярного чемпионата, пропустив четыре игры из-за травмы колена. Вынужденная пауза в выступлениях отрицательно сказалась на его эффективности: 31 из 47 допущенных им давлений на квотербека пришлись на матчи после перенесённого растяжения связок. За действия на блоках в пасовой игре Нил получил от издания Pro Football Focus 94,1 балла, став худшим среди тэклов-новичков, проведших на поле не менее 700 розыгрышей.